# Prusikknop

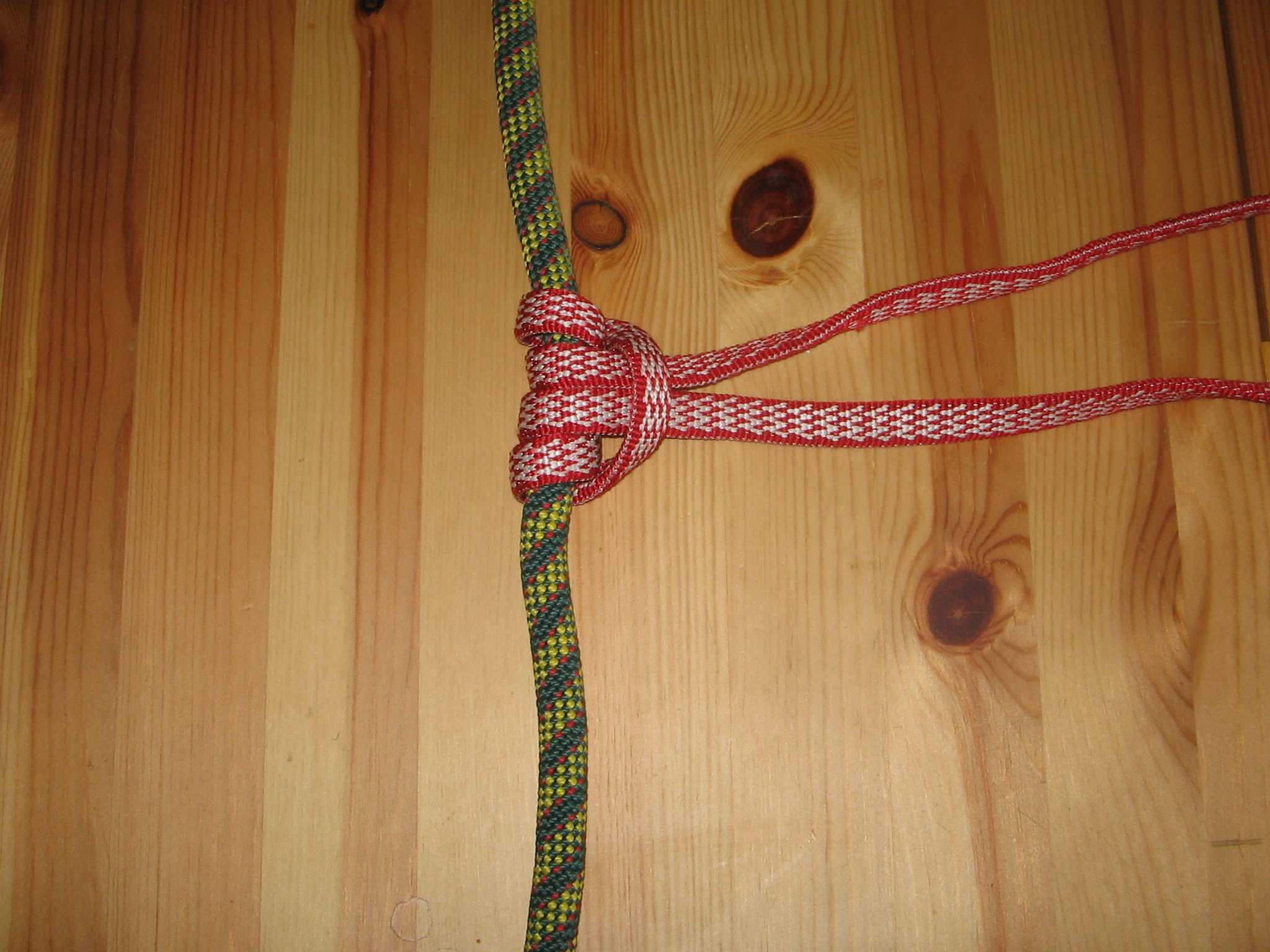
En Prusikknop

Prusikknopen är en knop uppkallad efter sin uppfinnare Karl Prusik och används för att knyta fast en tunnare tamp på ett grövre rep så att det är möjligt att enkelt flytta knopen. När knopen belastas låser den fast, medan den går att flytta längs med repet när den inte belastas. Detta gör knopen användbar vid klättring upp- och nerför ett rep. 
Prusikknopen slås genom att en ögla läggs bakom ett rep. Öglans ändar (parten och tampen) viras därefter valfritt antal varv runt repet på insidan av öglan, för att avslutas med att stickas genom öglan och dras ihop. På så vis bildas en spole runt repet, med en svans hängande ut från mitten. Det är när svansen belastas som knopen dras åt och låses. När belastningen av svansen släpps kan man flytta spolen utmed repet genom att föra spolen upp och ner med hjälp av handen. 
Vanligtvis virar man öglan 3-5 gånger runt det fasta repet, lite beroende på material. I de flesta fall ökar knopens grepp i takt med att antalet varv stiger, men knopens styrka bestäms egentligen av förhållandet mellan repet och tampen. Ju grövre fast rep och tunnare tamp, desto större är friktionen och därmed starkare knopen. Man skall dock inte riskera att tampen blir för tunn eftersom själva tampen kan bli för svag och riskera brista. En tunn tamp innebär dessutom att knopen är svårare att lossa och flytta.
Klättring uppför eller nerför ett rep med Prusikknop var förr en grundläggande teknik i SRT (Single Rope Technique, att klättra upp och nerför ett enkelt rep), genom att man använde en knop över sig på repet och en under sig. Knopen har dock nackdelen att det går långsamt att förflytta sig med ständiga små tidskrävande förflyttningar av knopen. Knopen riskerar även vara ineffektiv på leriga, våta eller frusna rep. 
Knopen kan också användas i samband med firning med en "åtta". Man använder den då som extra säkring för den händelse man skulle tappa sitt bromsande grepp om repet.